# Rio das Antas (Paraná)
O rio das Antas é um curso de água que banha o estado do Paraná. É denominado também de ribeirão das Antas e está localizado no segundo planalto paranaense, entre os municípios de Curiúva e Telêmaco Borba.
O rio de 57 quilômetros de extensão, tem uma área de drenagem de 690 km², com declividade média de 7,42 m/km. Nasce na região dos Campos Gerais, no município de Telêmaco Borba, na Fazenda Monte Alegre e posteriormente deságua no rio Tibagi, próximo da Usina Hidrelétrica Presidente Vargas. No curso do rio, próximo da localidade de Barra das Antas,  está localizado o Salto das Antas, queda d'água na divisa de Telêmaco Borba com Curiúva.
Na região do referido rio há várias nascentes que contribuem para a formação da bacia hidrográfica, possuindo uma vegetação em áreas de preservação permanente bem preservadas, com predomínio de reflorestamento de pinus e eucalipto, em seu entorno. Os principais afluentes da margem direita da bacia são: arroio Barreirinha; ribeirão Curiúva; ribeirão Guajuvira; ribeirão Água Grande; córrego Felisberto. Já os afluentes da margem esquerda são: rio Anta Brava; córrego da Vila; ribeirão Invernadinha; ribeirão Esquecido; arroio Esquecido; ribeirão Sossegadinho; ribeirão Pinheiro Seco.
A cobertura vegetal existente na bacia das Antas pode ser caracterizada como um mosaico de diferentes usos e ocupação do solo, com destaque para a silvicultura na margem esquerda e agricultura e pecuária na margem direita. Apresenta pastagens artificiais e campos naturais, reflorestamento e uma grande área classificada como mista. Há espécies florestais de grande porte nas margens do rio, como a peroba-rosa e o pinheiro-do-paraná.